# ボックス!
『BOX! ボックス!』は、百田尚樹による日本の青春・スポーツ小説。2008年6月19日に太田出版から出版された。また、2010年5月22日に『ボックス!』の題名で日本映画が公開された。監督は李闘士男、主演は市原隼人。

## 概要
第30回吉川英治文学新人賞候補作。
単行本は2008年に太田出版より発行された。映画公開に合わせ、太田出版より文庫版『ボックス!』が上下巻で発行されている。また、2010年から漫画も発表されている。さらに、2013年に講談社から講談社文庫版も上下巻で発行されている。

## ストーリー
高校教師の高津耀子はある日、通勤中に電車内で暴れていた不良達を注意したせいで、その不良達に絡まれてしまう。すると突然、ある少年があっという間に不良達を滅多打ちにしてしまい、耀子は助けられる。名前も名乗らず風のように去って行ったその少年を探す耀子は、その少年が自分の勤めている高校のボクシング部の生徒・鏑矢義平であることを知る。

## 登場人物
木樽優紀（きたる ゆうき）
大阪の高校生。学内トップクラスの優等生で特待クラスに所属している。高校で再会した幼馴染みの鏑矢にボクシング部へ誘われ、当初は渋るが、あるきっかけから入部を決意する。生まれつき病弱で監督にも呆れられるほどの運動音痴だったが、基本に忠実な練習を続け着実に成長していく。
鏑矢義平（かぶらや よしへい）
木樽の幼馴染み。彼とは対照的に勉強が苦手だが天性の運動神経の持ち主で、弱小のボクシング部内では別格の強さを誇る。才能にかまけて不真面目な練習しかしておらず、一度は些細な理由で退部するも、ある出来事をきっかけに復帰し別人のようにハードな練習を自らに課す。

## 書誌情報

### 四六版
- 『ボックス!』太田出版、2008年6月19日。ISBN 978-4-7783-1134-6。

### 文庫版
- 『ボックス!』 上巻、太田出版、2010年3月20日。ISBN 978-4-7783-1205-3。 - 百田 (2008)の加筆修正、文庫化。
- 『ボックス!』 下巻、太田出版、2010年3月20日。ISBN 978-4-7783-1206-0。 - 百田 (2008)の加筆修正、文庫化。
- 『ボックス!』 上、講談社〈講談社文庫 ひ43-5〉、2013年4月12日。ISBN 978-4-06-277535-9。 - 百田 (2010a)の再刊。
- 『ボックス!』 下、講談社〈講談社文庫 ひ43-6〉、2013年4月12日。ISBN 978-4-06-277536-6。 - 百田 (2010b)の再刊。

### 漫画
『マガジンSPECIAL』（講談社）にて、2010年12号より2012年10号まで連載された。作画は大羽隆廣による。
1. 『ボックス!』 1巻、講談社〈講談社コミックス 4496.Shonen magazine comics〉、2011年5月。ISBN 978-4-06-384496-2。
2. 『ボックス!』 2巻、講談社〈講談社コミックスマガジン 4540.Shonen magazine comics〉、2011年8月。ISBN 978-4-06-384540-2。
3. 『ボックス!』 3巻、講談社〈講談社コミックスマガジン 4607.Shonen magazine comics〉、2011年12月。ISBN 978-4-06-384607-2。
4. 『ボックス!』 4巻、講談社〈講談社コミックスマガジン 4660.Shonen magazine comics〉、2012年5月。ISBN 978-4-06-384660-7。
5. 『ボックス!』 5巻、講談社〈講談社コミックスマガジン 4752.Shonen magazine comics〉、2012年10月。ISBN 978-4-06-384752-9。

## 映画
ボクシングを題材にした青春映画。主演の市原隼人と高良健吾はクランクイン2ヶ月前から都内ボクシングジムで、吹替えやスタント無しでのリアルファイトが出来るまでの厳しい指導を受けた。舞台が大阪で監督自身も大阪出身という事情もあり、監督自身のアイデアがロケーションに反映された。また2010年5月31日をもって芸能界を引退した宝生舞の最後の作品となった。
全国237スクリーンで公開され、初日の2010年5月22日と23日の2日間で動員8万1,055人、興収1億893万7,000円になり映画観客動員ランキング（興行通信社調べ）で初登場第5位となった。また来場者の男女比ほぼ半数で、16-19歳が39.2％と最も多く、ぴあ初日満足度ランキング（ぴあ映画生活調べ）では第2位となった。

### キャスト
- 鏑矢義平 - 市原隼人
- 木樽優紀 - 高良健吾
- 丸野智子 - 谷村美月
- 丸野祥子 - 清水美沙
- 鏑矢こと美 - 宝生舞
- 鏑矢昌美 - 山崎真実
- 高津耀子 - 香椎由宇
- 沢木一至 - 筧利夫
- 稲村和明 - 諏訪雅士
- レフリー - 平良あきら
- 亀田興毅、井上雅雄、斎藤裕美、たかのてるこ、沢柳みち子、鹿谷弥生、神徳幸治、権野元、美華
- 兒玉宣勝、斎藤嘉樹、三浦アキフミ、遠藤要　ほか

### スタッフ
- 監督 - 李闘士男
- 脚本 - 鈴木謙一
- 原作 - 百田尚樹
- 音楽 - 澤野弘之
- 主題歌 - RIZE with 隼人「LAUGH IT OUT」
- アディショナルミュージック - 葉山たけし
- ボクシング指導 - 田端信之
- 撮影 - 佐光朗（JSC）
- 照明 - 三善章誉
- 美術 - 花谷秀文、禪洲幸久
- 録音 - 横溝正俊
- 編集 - 宮島竜治
- VFXスーパーバイザー - 小坂一順
- VFX - オムニバス・ジャパン
- 衣装 - 高橋さやか
- ヘアメイク - 竹下フミ
- スクリプター - 生田透子
- 音楽プロデューサー - 安井輝
- 助監督 - 吉村達矢
- 制作担当 - 宿崎恵造
- 音響効果 - 大河原将
- サウンドエディター - 浅梨なおこ
- 技斗 - 二家本辰巳
- スタジオ - 日活撮影所
- 現像 - IMAGICA
- ロケ協力 - 大阪府、大阪ロケーションサービス協議会、常総市、つくばフィルムコミッション、つくば教育委員会、小田原市、大阪市空堀商店街、大阪市天王寺動物園、兵庫県立尼崎高等学校　ほか
- 協力 - ピューマ渡久地ボクシングジム、角海老宝石ボクシングジム、フラッシュ赤羽ボクシングジム、協栄ボクシングジム
- エグゼクティブプロデューサー - 濱名一哉
- 製作者 - 渡辺香、島谷能成、島本雄二、辰巳隆一、久保田修、細野義朗、狩野直人、林尚樹、和崎信哉、苗手一彦、松田英紀、喜多埜裕明、岡聡
- プロデューサー - 武田吉孝、久保田修
- 共同プロデューサー - 田中美幸
- ラインプロデューサー - 原田文宏
- 製作 - TBS、東宝、電通、MBS、IMJエンタテインメント、S・D・P、アプレ、CBC、WOWOW、ハピネット、RKB、Yahoo! JAPAN、太田出版
- 制作プロダクション - IMJエンタテインメント
- 配給 - 東宝

### インタビュー
- SPECIAL INTERVIEW 01| 02| 03| 04| 05| 06| 07| 08| 09| 10| EXTRA INTERVIEW